# قشلاق قره تپه ملک‌لر
قشلاق قره تپه ملک لر یک روستا در ایران است که در استان اردبیل واقع شده‌است. قشلاق قره تپه ملک لر ۲۱۲ نفر جمعیت دارد.